# Fauguernon
Fauguernon est une commune française, située dans le département du Calvados en région Normandie, peuplée de 228 habitants.

## Géographie
La commune est composée d'un plateau de culture au nord-est, de quatre collines vers le sud-ouest avec trois vallées encaissées, dont celle du ruisseau Fauguernon en face de la mairie.
| Norolles | Saint-Philbert-des-Champs  | Saint-Philbert-des-Champs         |
| Norolles | Fauguernon                 | Saint-Philbert-des-Champs, Moyaux |
| Rocques  | Rocques, Hermival-les-Vaux | Hermival-les-Vaux                 |

### Hydrographie
La commune est située dans le bassin Seine-Normandie. Elle est drainée par le ruisseau de Fauguernon, le ruisseau de Morbec, le ruisseau Carbonnet et le ruisseau Douet de Combray,,.

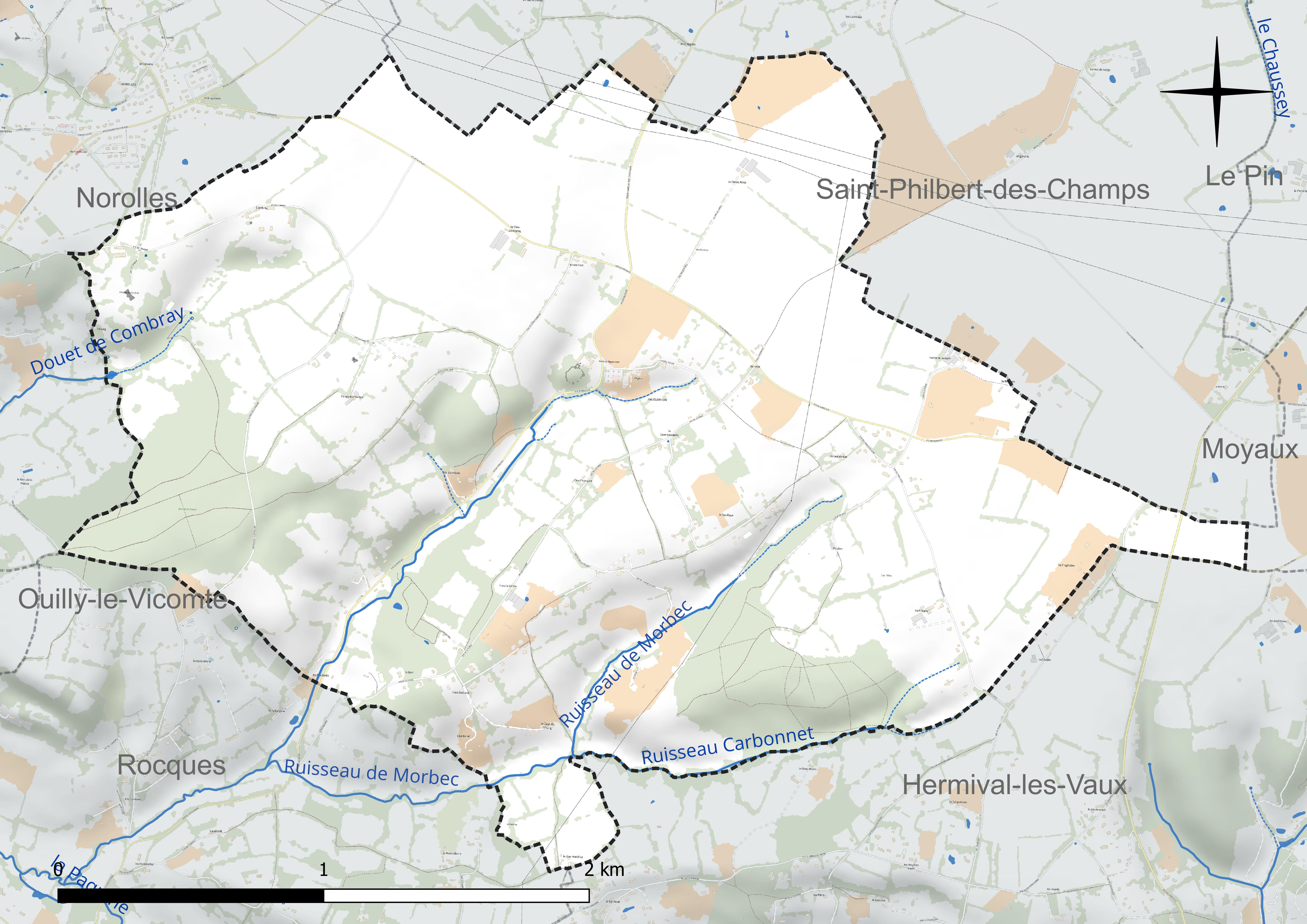
Réseau hydrographique de Fauguernon.

### Climat
Pour des articles plus généraux, voir Climat de la Normandie et Climat du Calvados.
En 2010, le climat de la commune est de type climat océanique altéré, selon une étude du CNRS s'appuyant sur une série de données couvrant la période 1971-2000. En 2020, Météo-France publie une typologie des climats de la France métropolitaine dans laquelle la commune est exposée à un climat océanique et est dans la région climatique  Côtes de la Manche orientale, caractérisée par un faible ensoleillement (1 550 h/an) ; forte humidité de l'air (plus de 20 h/jour avec humidité relative > 80 % en hiver), vents forts fréquents. Parallèlement le GIEC normand, un groupe régional d'experts sur le climat, différencie quant à lui, dans une étude de 2020, trois grands types de climats pour la région Normandie, nuancés à une échelle plus fine par les facteurs géographiques locaux. La commune est, selon ce zonage, exposée à un « climat contrasté des collines », correspondant au Pays d'Auge, Lieuvin et Roumois, moins directement soumis aux flux océaniques et connaissant toutefois des précipitations assez marquées en raison des reliefs collinaires qui favorisent leur formation.
Pour la période 1971-2000, la température annuelle moyenne est de 10,3 °C, avec  une amplitude thermique annuelle de 13,3 °C. Le cumul annuel moyen de précipitations est de 867 mm, avec 12,9 jours de précipitations en janvier et 8,6 jours en juillet. Pour la période 1991-2020, la température moyenne annuelle observée sur la station météorologique la plus proche, située sur la commune de Lisieux à 6 km à vol d'oiseau, est de 11,7 °C et le cumul annuel moyen de précipitations est de 881,4 mm,. Pour l'avenir, les paramètres climatiques de la commune estimés pour 2050 selon différents scénarios d'émission de gaz à effet de serre sont consultables sur un site dédié publié par Météo-France en novembre 2022.

## Urbanisme

### Typologie
Au 1er janvier 2024, Fauguernon est catégorisée commune rurale à habitat très dispersé, selon la nouvelle grille communale de densité à 7 niveaux définie par l'Insee en 2022.
Elle est située hors unité urbaine. Par ailleurs la commune fait partie de l'aire d'attraction de Lisieux, dont elle est une commune de la couronne,. Cette aire, qui regroupe 57 communes, est catégorisée dans les aires de 50 000 à moins de 200 000 habitants,.

### Occupation des sols
L'occupation des sols de la commune, telle qu'elle ressort de la base de données européenne d'occupation biophysique des sols Corine Land Cover (CLC), est marquée par l'importance des territoires agricoles (89,4 % en 2018), une proportion identique à celle de 1990 (89,4 %). La répartition détaillée en 2018 est la suivante : prairies (48,1 %), terres arables (31,5 %), forêts (10,6 %), zones agricoles hétérogènes (9,8 %). L'évolution de l'occupation des sols de la commune et de ses infrastructures peut être observée sur les différentes représentations cartographiques du territoire : la carte de Cassini (XVIIIe siècle), la carte d'état-major (1820-1866) et les cartes ou photos aériennes de l'IGN pour la période actuelle (1950 à aujourd'hui).

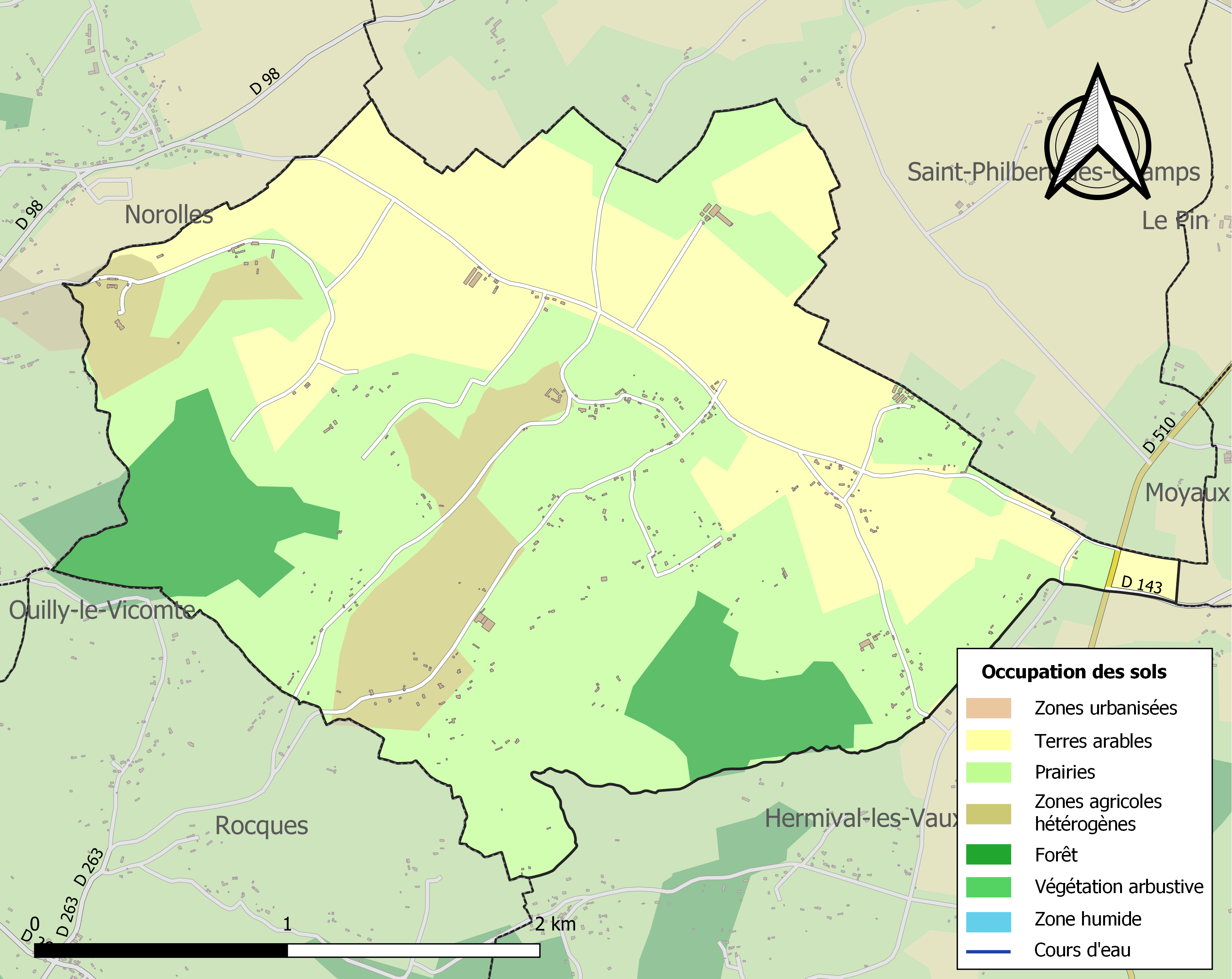
Carte des infrastructures et de l'occupation des sols de la commune en 2018 (CLC).

## Toponymie
Le nom de la localité est attesté sous les formes Faguernun en 1156 - 1157 ([pour l'année 1148; copie f-XIVe] CRT I 247), Faguernon en 1180 (MR I 19b) et 1198 (MR II 14b), Fauguennon en 1255 (PLXDF xliv n. 9), Fagernon en 1260 (CNo 123b § 641 n. 2), Faug[er]non en 1261 - 1266 (RDBR 90), Fagernon en 1282 (cart. norm. n° 998, p. 257, note), Faguernon en 1274 (CFLM 176 § 2), Fausguernon en 1274 (CFLM 178 § 3), Faus Guernon en 1288 (CGLM 53 § XXXVII), Fausguernon en 1288 (CFLM 99 § LXXII), Fausgernon en 1300 (CFLM 170 § CXXVI), Fauzgernon en 1308 - 1309 (CFLM 75 § LVI), Faguellon au XIVe siècle, Fauguernon au XVIe siècle (pouillé de Lisieux, p. 38).
Albert Dauzat ne cite que les formes Faguernon de 1198 et Fauguernon au XVIe siècle, c'est-à-dire qu'il considère implicitement Faguernon comme une cacographie pour *Fauguernon. C'est pourquoi il explique Fauguernon par le vieux français fau « hêtre », suivi du nom de personne Guernon, ancien prénom d'origine germanique Werino, attesté comme patronyme essentiellement en Normandie avant le XXe siècle. René Lepelley lui emboite le pas.
Outre l'incompatibilité de certaines formes anciennes avec cette explication, l'évolution normale du nom de personne germanique Werino devrait être *Vernon, car Fauguernon se situe au nord de la ligne w- / g(u)- et au nord de la ligne Joret. Deux autres hypothèses mieux fondées ont été émises à partir des formes Fauguernon / Fausguernon, à savoir les anthroponymes médiévaux *Falt grenon ou *Fals guernon,, le premier signifiant « manque moustache » → « fausse moustache » et le second « visage faux, perfide », analogue des mieux attestés Blanc guernon, Bellus grenon, Asguernons, etc. L'hypothèse d'un nom de personne est renforcée par l'existence d'un personnage nommé Ricart Fauxgrenon possesseur d'un fief à Littry en 1386.
On peut aussi rapprocher Fauguernon de Faguillonde (Seine-Maritime, Lammerville, Fagerlanda 1133 - 1134, Fagherlunda 1155, Faghelunda 1189, Fagellunde 1225, Faguellonde 1464) qui contient le vieux normand londe « bosquet, bois » issu du norrois lunda, forme féminisée ou déclinée de lundr « bosquet, petit bois » qui pour sa part a parfois évolué en -lon(t), -ron(d) et -non en finale. cf. Quincarnon (Eure, Esquerquenon 1269) qui est un homonyme d'Écaquelon (Eure, Scacherlun 1174, Escaquernon 1203, Scakernon, Escakerlon [sans date]) et d'Écatelonde / Écaquelon (Seine-Maritime, Smermesnil, Scakerlonde en 1165, Escaquelon 1567 et 1624). On constate dans les deux cas un contexte phonétique analogue entre *[F]-agerlonde et [Sc]-akerlonde. Ce passage de [l] à [n] est cependant inhabituel. On peut supposer dans un premier temps une nasalisation de [l] devant [ɔ̃], soit [l] > [l̃] > [n], mais cela ne semble pas suffisant, car elle a sans doute dû avoir lieu dans d'autres cas qui n'ont pas abouti à [n]. Il pourrait éventuellement s'agir d'une sorte d'assimilation.
Le premier élément Faguer- représenterait alors l'ancien norrois fagr « beau » (apparenté par l'indo-européen au latin pulcher « beau »), d'où le sens global de « beau bois », à comparer avec le nom de lieu norvégien Fagerlund (à Lena, comté d'Oppland au nord d'Oslo), ainsi que les noms de famille norvégiens et suédois Fagherlund, Fagerlund, issus de toponymes. Voir aussi le microtoponyme islandais Fagrilundur.
Le gentilé est Fauguernonais.

## Histoire
En 846 Hervé, originaire du Maine et probablement proche des Rorgonides et des comtes du Perche, fait une halte d'une nuit à Norolles alors qu'il vient de Bayeux transportant les reliques de saint Renobert et saint Zénon. À cette époque Norolles et Fauguernon forment une seule villa. Le passage des reliques donne lieu à la construction d'un petit sanctuaire dédié à saint Regnobert sur l'actuelle commune de Fauguernon - sanctuaire cité comme capella en 1221 et qui devient à terme le noyau d'une paroisse. Il n'est pas dit pourquoi Hervé passe une nuitée à cet endroit ; Maneuvrier propose qu'il y possède peut-être une résidence sur l'éperon rocheux dominant l'église Saint-Regnobert - là même où, à terme, est construit l'un des plus puissants châteaux de la famille Bertran.
Fauguernon fut jadis un des plus grands fiefs de Normandie comme l'attestent les restes imposants du château du IXe siècle.

## Politique et administration
| Période                                  | Période   | Identité           | Étiquette | Qualité             |
| ---------------------------------------- | --------- | ------------------ | --------- | ------------------- |
| janvier 1987                             | mars 2008 | Claude Leboulenger | SE        | Agriculteur         |
| mars 2008                                | En cours  | Serge Tougard      | SE        | Trésorier principal |
| Les données manquantes sont à compléter. |           |                    |           |                     |

Le conseil municipal est composé de onze membres dont le maire et deux adjoints.

## Démographie
L'évolution du nombre d'habitants est connue à travers les recensements de la population effectués dans la commune depuis 1793. Pour les communes de moins de 10 000 habitants, une enquête de recensement portant sur toute la population est réalisée tous les cinq ans, les populations de référence des années intermédiaires étant quant à elles estimées par interpolation ou extrapolation. Pour la commune, le premier recensement exhaustif entrant dans le cadre du nouveau dispositif a été réalisé en 2007.
En 2022, la commune comptait 228 habitants, en évolution de −8,06 % par rapport à 2016 (Calvados : +1,58 %, France hors Mayotte : +2,11 %).
Fauguernon a compté jusqu'à 430 habitants en 1806.
| 1793 | 1800 | 1806 | 1821 | 1831 | 1836 | 1841 | 1846 | 1851 |
| ---- | ---- | ---- | ---- | ---- | ---- | ---- | ---- | ---- |
| 378  | 411  | 430  | 382  | 376  | 353  | 330  | 311  | 296  |

| 1856 | 1861 | 1866 | 1872 | 1876 | 1881 | 1886 | 1891 | 1896 |
| ---- | ---- | ---- | ---- | ---- | ---- | ---- | ---- | ---- |
| 310  | 277  | 274  | 279  | 228  | 243  | 214  | 221  | 210  |

| 1901 | 1906 | 1911 | 1921 | 1926 | 1931 | 1936 | 1946 | 1954 |
| ---- | ---- | ---- | ---- | ---- | ---- | ---- | ---- | ---- |
| 215  | 191  | 185  | 173  | 174  | 161  | 171  | 143  | 152  |

| 1962 | 1968 | 1975 | 1982 | 1990 | 1999 | 2006 | 2007 | 2012 |
| ---- | ---- | ---- | ---- | ---- | ---- | ---- | ---- | ---- |
| 186  | 139  | 162  | 153  | 200  | 182  | 235  | 242  | 244  |

| 2017 | 2022 | - | - | - | - | - | - | - |
| ---- | ---- | - | - | - | - | - | - | - |
| 246  | 228  | - | - | - | - | - | - | - |

## Culture locale et patrimoine

### Lieux et monuments

#### Forteresse de Fauguernon
Édifiée pendant le premier millénaire, cette citadelle stratégique se dressait devant les envahisseurs scandinaves. Haut-lieu de résistance à la charnière du plateau de Lieuvin et de la vallée de la Touques, elle fut démantelée après un siège de trois mois par Geoffroy V d'Anjou en 1147. Reconstruite puis malmenée au cours de la guerre de Cent Ans, c'est sur ordre du duc de Montpensier qu'elle fut détruite en 1590, lors de corvées réquisitionnant les habitants des paroisses voisines, afin d'empêcher qu'elle ne devienne le siège et l'abri de pillards comme par le passé. Les ruines sont inscrites aux Monuments historiques.

#### L'église
L'église de Fauguernon dédiée à saint Regnobert, évêque de Bayeux, date du XIIe siècle au XVIe siècle.

#### Autres lieux
- Château de Combray (XVIe siècle), de style Louis XIII, inscrit au titre des Monuments historiques[37].
- Manoir du Pavillon (XVIIe siècle), classé au titre des monuments historiques[38].

### Activité et manifestations
Repas communal en septembre, repas des ainés en mai, concerts…

### Personnalités liées à la commune
- Pierre Duchesne-Fournet (1880-1965 à Fauguernon), homme politique.

### Héraldique
| Blason de Fauguernon | Blason  | D'or au lion de sinople couronné d'argent, armé et lampassé de gueules, brisé d'un lambel antique de quatre pendants du même. |
| Blason de Fauguernon | Détails | Le statut officiel du blason reste à déterminer.                                                                              |